# Vicente Gaos
Vicente Gaos González-Pola (Valence, 27 mars 1919 - 17 octobre 1980) est un poète, essayiste, critique littéraire, traducteur et professeur espagnol, figure importante de la première génération de l'après-guerre civile.
Il reçoit le prix de poésie Adonáis lors de sa première édition (1943). Il remporte à titre posthume le prix national de poésie (1980). Ses œuvres les plus reconnues sont : Arcángel de mi noche, Sobre la tierra, Un montón de sombras et Última Thule.